# НТВ-Плюс Спорт Союз
НТВ-Плюс Спорт Союз — общероссийский спортивный телеканал производства телекомпании «НТВ-Плюс». Прекратил вещание 5 января 2015 года.

## История
Канал начал вещание в 2006 году и первоначально доступен только абонентам «НТВ-Плюс», не проживающим на территории РФ. Первоначально «НТВ-Плюс Спорт Союз» представлял микс из всех спортивных каналов «НТВ-Плюс». Между программами не было анонсов и объявлений от «НТВ-Плюс», вместо них вставляли спортивные видеоклипы.
С 1 марта 2012 года телеканал поменял концепцию вещания. Телеканал стал доступен на территории России в составе пакета бесплатных каналов «Стартовый».
Сетка вещания телеканала «НТВ-Плюс Спорт Союз» с 1 марта 2012 года частично копировала телеканал «Классика» и эфирную версию «НТВ-Плюс Спорт» на шестом канале 2002 года (прямые спортивные трансляции на этом телеканале также присутствовали в малом объёме) — в сетке вещания представлены различные спортивные трансляции, выпуски новостей, архивные матчи, яркие моменты Олимпийских игр прошлых лет, повторы наиболее значимых спортивных трансляций недавнего прошлого.
Прямые спортивные трансляции на этом телеканале присутствовали в наименьшем объёме (чаще всего — прямые трансляции футбольных еврокубков). Во время Олимпиады в Сочи на телеканале также транслировались прямые трансляции, которые в тот период не уместились в сетку вещания основных спортивных каналов.

## Комментаторы на момент закрытия
- Владимир Гомельский (баскетбол)
- Василий Уткин (футбол)
- Иоланда Чен (лёгкая атлетика)
- Анна Дмитриева (теннис)
- Александр Метревели (теннис)
- Юрий Розанов (футбол/хоккей)
- Денис Панкратов (плавание/водное поло/лыжные гонки)
- Георгий Черданцев (футбол)
- Геннадий Орлов (футбол)
- Владислав Батурин (футбол/пляжный футбол)
- Сергей Наумов (гандбол/водное поло)
- Алексей Мельников (волейбол)
- Константин Генич (футбол)
- Алексей Михайлов (теннис)
- Владимир Гендлин (бокс)
- Михаил Решетов (баскетбол)
- Дмитрий Фёдоров (хоккей/регбилиг)
- Кирилл Дементьев (футбол)
- Тимур Журавель (футбол)
- Денис Косинов (мини-футбол/художественная гимнастика)
- Игорь Швецов (теннис/настольный теннис/конькобежный спорт)
- Денис Казанский (футбол/хоккей)
- Артём Шмельков (футбол/гандбол)
- Михаил Мельников (футбол/хоккей)
- Дмитрий Гараненко (баскетбол)
- Андрей Беляев (баскетбол)
- Сергей Федотов (хоккей)
- Александр Хаванов (хоккей)
- Кирилл Гомельский (американский футбол)
- Алексей Андронов (футбол/американский футбол)
- Александр Шмурнов (футбол/теннис)
- Олег Ушаков (баскетбол)
- Родион Гатауллин (лёгкая атлетика)
- Максим Сенаторов (футбол)
- Владимир Касторнов (волейбол)
- Татьяна Грачёва (волейбол)
- Леонид Сапронов (волейбол)
- Александр Елагин (футбол)
- Михаил Поленов (футбол)
- Роман Гутцайт (футбол/баскетбол)
- Роман Нагучев (футбол/гандбол)
- Павел Занозин (футбол/баскетбол)
- Елизавета Кожевникова (горнолыжный спорт/велоспорт)
- Сергей Дерябкин (теннис)
- Михаил Моссаковский (футбол)
- Дмитрий Шнякин (футбол)
- Софья Авакова (теннис)
- Роман Комин (теннис)
- Александр Собкин (теннис)
- Сергей Крабу (хоккей)
- Олег Мосалёв (хоккей)
- Андрей Юртаев (хоккей)
- Олег Власов (хоккей)
- Владимир Иваницкий (единоборства/самбо/дзюдо/вольная борьба/греко-римская борьба/сумо)
- Нобель Арустамян (футбол)
- Сергей Акулинин (футбол)